# Calest
CalEst es un paquete de Estadística y Probabilidad, es tanto didáctico como operativo. CalEst cuenta con una interface amigable que le permitirá obtener cálculos y gráficas rápidamente, fáciles de interpretar. Además, le permite interactuar con diversas distribuciones de probabilidad (densidad y acumulada). Asimismo, incluye diversos tutoriales que permiten experimentar diversos aspectos de estadística y probabilidad. 
CalEst fue desarrollado en CONTECK por los científicos Jorge Domínguez y Axel Domínguez.

## Funciones de CalEst
CalEst cuenta con las siguientes funciones:
Estadística
- Medidades de tendencia central (media, mediana, desviación estándar, varianza, moda, percetiles, sesgo, coeficiente de variación, media geométrica, media armónica, etc.)
- Capacidad del proceso
- Cartas de control (x-R y x-S)
- Seis Sigma (distribución normal)

Diseño de experimentos
- Factorial 2k
- Plackett-Burman
- Central compuesto
- Box-Behnken

Inferencia
- Pruabe de hipótesis
- Una media (t, z, Chi-cuadrada)
- Dos medias (independientes, pareadas; z, t, F)
- Proporciones
- Varianza (Chi-cuadrada, F)
- No paramétrica (prueba K-S, prueba de signo)
- Intervalos de confianza
- ANDEVA (ANOVA)
- Prueba Chi-cuadrada (bondad de ajuste, tablas)

Gráficas
- Histograma
- Polígono de frecuencia acumulada
- Polígono de frecuencia
- Distribución empírica FDA
- Histograma + polígono
- Diagrama de pastel
- Diagrama de puntos
- Diagrama de tallo y hoja
- Diagrama de caja
- Gráfica de dispersión
- Tabla de frecuencias

Regresión
- Simple
- Múltiple
- Polínomial

Distribuciones (densidad y acumulada)
- Normal
- Weibull
- Gamma
- Exponencial
- Beta
- t-Student
- Chi-cuadrada
- F
- Lognormal
- Logística
- Valor extremo
- Uniforme (continua y discreta)
- Bernoulli
- Binomial
- Poisson
- Calculadora
- Papeles de probabilidad

Herramientas
- Ordena datos (de menor a mayor, de mayor a menor, barajar datos)
- Operaciones entre columnas (normalización, logaritmos, exponencial, inverso, etc.)
- Generador de números aleatorios
- Generador de números dada una función
- Técnicas de conteo

Tutoriales
- Juegos de probabilidad
- Volados
- Un dado
- Misión a marte (robot, inteligencia artificial)
- Dos dados
- Moneda y dado
- Volados (distribución binomial)
- Árboles (canicas)
- Ruido y filtro en imágenes
- Pruebas de hipótesis
- Teorema del límite central (dados)
- Motivación (contexto)
- Identificación del iris
- Control de calidad
- Catapulta
- Helicopero